# Kryminalna historia chrześcijaństwa
Kryminalna historia chrześcijaństwa (niem. Kriminalgeschichte des Christentums) – dziesięciotomowa publikacja napisana w ciągu dziesiątek lat, w którym autor, Karlheinz Deschner, stara się opisać swoją interpretację chrześcijaństwa przez pryzmat etyki uznawanej we współczesnej kulturze zachodniej. Pierwszy tom został wydany w Niemczech w 1986. W Polsce wydane zostało 5 tomów przez wydawnictwo Uraeus.

## Treść i publikacje
Deschner pracował nad swoją publikacją od 1970 roku - Kriminalgeschichte des Christentums – „Kryminalną historią chrześcijaństwa”. Autor postanowił w dziesięciu tomach przedstawić dzieje chrześcijaństwa, które widzi w kryminalnym aspekcie. Autor skupia się na negacji idei prymatu biskupa Rzymu, stosunku papiestwa i hierarchii kościelnej do wojny, politycznym zaangażowaniu duchowieństwa, polityce chrześcijańskich dynastii, królów i cesarzy, stosunku do innowierców, gospodarce i polityce finansowej Kościoła. Porusza ponadto zagadnienia fałszerstw, stosunku chrześcijaństwa do oświaty, kultury, a także kwestie cudów i relikwii w historii i interpretacji chrześcijaństwa. 
Pierwszy tom serii ukazał się w 1986 roku. Do tej pory w języku niemieckim ukazało się 10 tomów, przy czym w Polsce wydano 5 tomów.